# Dipcadi saxorum
Dipcadi saxorum är en sparrisväxtart som beskrevs av Ethelbert Blatter. Dipcadi saxorum ingår i släktet Dipcadi och familjen sparrisväxter. Inga underarter finns listade i Catalogue of Life.